# جون باكمان (رسام)
جون باكمان (بالفنلندية: Johan Backman)‏ هو رسام فنلندي، ولد في 1706، وتوفي في 1768.

## وصلات خارجية
- جون باكمان على موقع ميوزك برينز (الإنجليزية)